# Cymbiodyta enumera
Cymbiodyta enumera är en skalbaggsart som beskrevs av Ales Smetana 1974. Cymbiodyta enumera ingår i släktet Cymbiodyta och familjen palpbaggar. Inga underarter finns listade i Catalogue of Life.